# Formation Allison
La Formation Allison est une formation géologique située dans l'Alberta, au Canada, dont les strates datent du Crétacé supérieur.
Des restes de dinosaures figurent parmi les fossiles retrouvés dans la formation.

## Paléobiologie
| Dinosaures de la Formation Allison | Dinosaures de la Formation Allison | Dinosaures de la Formation Allison | Dinosaures de la Formation Allison | Dinosaures de la Formation Allison | Dinosaures de la Formation Allison                                              | Dinosaures de la Formation Allison |
| Genre                              | Espèce                             | Lieu                               | Membre                             | Quantité                           | Notes                                                                           | Images                             |
| ---------------------------------- | ---------------------------------- | ---------------------------------- | ---------------------------------- | ---------------------------------- | ------------------------------------------------------------------------------- | ---------------------------------- |
| Laosaurus                          | L. minimus                         |                                    |                                    |                                    | On s'apercevra par la suite qu'il s'agit de restes d'ornithopodes indéterminés. |                                    |
| Montanoceratops                    | Indeterminée                       |                                    |                                    |                                    |                                                                                 |                                    |